# Aleksandar Tirnanić
Aleksandar Tirnanić (in serbo Александар Тирнанић?; Krnjevo, 15 luglio 1911 – Belgrado, 13 dicembre 1992) è stato un allenatore di calcio e calciatore jugoslavo, di ruolo centrocampista.
Ricoprì il ruolo di commissario tecnico della Nazionale di calcio della Jugoslavia per vari anni, facendo parte di commissioni formate da più allenatori e ottenendo tre piazzamenti sul podio nel corso di altrettante edizioni delle Olimpiadi (argento nel 1948 e 1952, oro nel 1960).

## Biografia
Nato nel piccolo villaggio di Krnjevo, vicino a Smederevo, nella Jugoslavia centrale, con la famiglia si trasferì a Belgrado quando era ancora molto piccolo. Perse il padre, lavoratore nel settore metallurgico, nel 1914, a causa del primo conflitto mondiale, e la madre durante i bombardamenti di Belgrado del 1944. Fin da piccolo giocò a calcio, ricevendo la prima occasione di entrare in una squadra a tredici anni. Fu piuttosto attivo politicamente — vicino agli ambienti di sinistra — partecipando al boicottaggio delle Olimpiadi di Berlino 1936 da parte della squadra jugoslava. Come la maggior parte degli atleti dell'epoca, durante la sua carriera da giocatore seguì un regime di vita poco adatto all'attività sportiva.

## Caratteristiche tecniche
Era un'ala destra.

## Carriera

### Giocatore

#### Club
Iniziò la sua carriera prima nelle giovanili del SK Jugoslavija, poi in quelle del BSK Belgrado, debuttando in prima squadra a diciassette anni, rimanendo poi permanentemente nel gruppo dei titolari; vinse per cinque volte il campionato jugoslavo, assommando cinquecento presenze con la squadra della capitale. Giocando a fianco di Blagoje Marjanović formò una coppia molto efficace a centrocampo.

#### Nazionale
Entrò nel giro della Nazionale nel 1929, venendo incluso nella lista dei convocati per il primo Mondiale, Uruguay 1930. In tale competizione segnò al ventunesimo minuto della partita Jugoslavia - Brasile del 14 giugno, divenendo così, a diciotto anni e 364 giorni, il marcatore più giovane dell'edizione (il record venne battuto dal messicano Manuel Rosas appena cinque giorni dopo). In tutto ha collezionato cinquanta presenze e dodici reti con la selezione jugoslava.

### Allenatore
Assunse per la prima volta la guida della Nazionale nel 1946, in occasione del primo match giocato dalla selezione dopo la fine della guerra, tenutosi a Praga, contro la Cecoslovacchia. Basò la squadra più sulla creatività che sul rigore tattico; nel corso degli anni, si avvicendarono svariati altri tecnici, ma lui rimase in panchina più o meno costantemente fino al 1966, partecipando a due edizioni del Mondiale, Svizzera 1954 e Svezia 1958.

## Palmarès

### Giocatore

#### Club
- Campionato jugoslavo: 5

BSK Belgrado: 1931, 1935, 1936, 1939

### Allenatore

#### Nazionale
- Argento olimpico: 2

Londra 1948, Helsinki 1952
- Oro olimpico: 1

Roma 1960